# 4457 van Gogh
A 4457 van Gogh (ideiglenes jelöléssel 1989 RU) a Naprendszer kisbolygóövében található aszteroida. Eric Walter Elst fedezte fel 1989. szeptember 3-án.